# C'est la ouate
C'est la ouate è un brano musicale pop, inciso nel 1986 dalla cantante francese Caroline Loeb e pubblicato come singolo estratto dall'album Loeb C.D. Autori del brano sono Pierre Grillet, Philippe Chany e la stessa Caroline Loeb.
Il singolo, pubblicato su etichetta discografica Barclay/Polygram/Sire e prodotto da Chany, raggiunse il primo posto della classifica in Italia, dove risultò il 17º disco a 45 giri più venduto del 1987. Il brano fu inserito anche nella compilation del Festivalbar di quell'anno.

## Tracce

### 45 giri (versione 1)[2]
1. C’est la ouate – 3:48
2. And So What – 3:48

1. C’est la ouate – 3:30
2. Pepsi & Shirlie - Heartache – 3:30

## Classifiche
| Classifica    | Posizione massima | Nr. di settimane |
| ------------- | ----------------- | ---------------- |
| Austria       | 30                | 2                |
| Francia       | 5                 | 18               |
| Germania      | 10                | 14               |
| Italia (1987) | 1                 |                  |

## Cover
Tra gli artisti che hanno eseguito una cover del brano, figurano (in ordine alfabetico):
- Ike Therry
- Katerine, Francis et ses peintres
- Malastrana (versione prodotta da Alessandro Orlando Graziano)
- Quaffe
- Quentin Mosimann
- Sofia Sed, cover in italiano dal titolo L'aglio, inserita nella compilation Non è la Rai novanta5
- Zerozen